# 西迪阿亞德
36°41′00″N 4°03′00″E / 36.68333°N 4.05°E

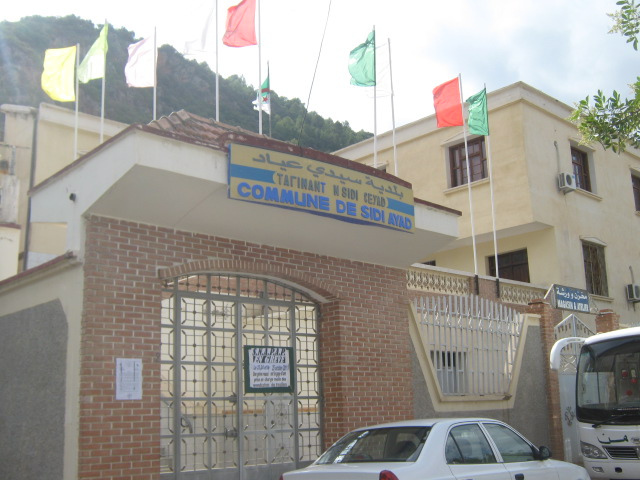
西迪阿亞德

西迪阿亞德（阿拉伯语：‎），是阿爾及利亞的城鎮，位於該國北部貝賈亞省，由西迪艾什區負責管轄，面積9平方公里，2008年人口5,416，人口密度每平方公里598人。